# SAVIEM TP3
Le Saviem TP3 est une camionnette tactique mise en service en 1970, conçue en vue de remplacer la  Renault 2087 Goélette 4x4 comme véhicule sanitaire (ambulance) au sein de l'armée française. Il s'agit de la version tout-terrain à quatre roues motrices des Super Goélette / Super Galion .

## Historique
En 1966, le parc de fourgons sanitaires tout chemin de l'armée française est composé de Renault 2087 Goélette 4x4 et R2067 aux côtés des vétustes Dodge 4x4 de réserve cédés par l'armée des États-Unis pour reconstituer l'armée française. La production des Goélette s'est arrêtée en 1964 ce qui conduit l'armée à envisager son successeur. Deux pistes seront suivies: Celle du châssis du Simca Marmon et celle nettement moins coûteuse du châssis des SG Renault-Saviem. Renault propose un premier prototype, appelé SG2 4x4, qui reprend le châssis court du Renault Super Galion SG4 et les éléments mécaniques (moteur, boîte, embrayage) de la Renault Super Goélette SG2 déjà adoptée par l'armée comme sanitaire "routière" (deux roues motrices) depuis 1966. Un test effectué par l'armée met en évidence la faiblesse de la caisse routière qui n'a pas résisté à l'épreuve de la piste. Une caisse spécialement étudiée pour le tout-chemin est conçue par Renault. Dix véhicules de présérie sont alors commandés : il s'agit de TP2 F39.
Après d'autres modifications l'appellation officielle devient en mai 1969 "Sanitaire TP3 L39", dite TP3. Après une dernière hésitation avec le Marmon, l'État Major de l'Armée de Terre adopte définitivement les TP3 pour le "premier transport" des blessés. 
Le TP3 a été présenté à l'exposition de matériel militaire de Satory en 1969. Il succède donc au Renault 2087 Goélette 4x4 dans les mêmes versions fourgon transmissions ou sanitaire et camionnette tactique torpédo avec cabine décapotable et pare-brise rabattable.

### Version civile
Dès 1969, le TP3 L39 (2,6l essence) est réceptionné par le service civil des Mines, à la demande de la SAVIEM, sont alors homologuées pour une utilisation routières les versions "camion" (fourgon) ou "châssis cabine pour camion" dans la catégorie poids lourd. Pour les modèles 1971, le SG2 4 × 4 devenu TP3 pour l'armée française est lancé dans le civil.
En 1974, la version ramenée à 3,5 tonnes de PTAC (TP3 L35) est également réceptionnée avec une distinction uniquement administrative (PTAC).

### Version Diesel
Enfin, en 1980, des versions diesel (3,3 litres) de 3,5 tonnes de PTAC, dénommées " TP3 MB3 ", sont homologuées.
Quand Renault Véhicules Industriels reprend la SAVIEM les TP3 de fin de série s'appellent TRM 1200 (Toutes Roues Motrices et charge utile de 1,2 tonne).
Les TP3 de l'armée française ont été remplacées par des TRM 2000, les versions sanitaires par des Citroën C25 4x4 Dangel et Peugeot J5 4 × 4 Dangel.

## Caractéristiques techniques
Version TP 3 Essence

- Châssis Type : TP 3 L 39
  - Moteur : Essence de 73 ch
  - Hauteur : 2 410 mm
  - Longueur : 5 598 mm maxi hors tout carrossé
  - PTAC : 3 950 kg
  - PTRA : 4 750 kg

Version TP 3 Diesel

- Châssis Type : TP 3 MB 35
  - Moteur : Diesel de 72 ch
  - Hauteur : 2 410 mm
  - Longueur : 5 598 mm
  - PTAC : 3 500 kg
  - PTRA : 4 250 kg

- Châssis Type : TP 3 MB 39
  - Moteur : Diesel de 72 ch
  - Hauteur : 2 410 mm
  - Longueur : 5 598 mm
  - PTAC : 3 950 kg
  - PTRA : 4 700 kg

## Galerie

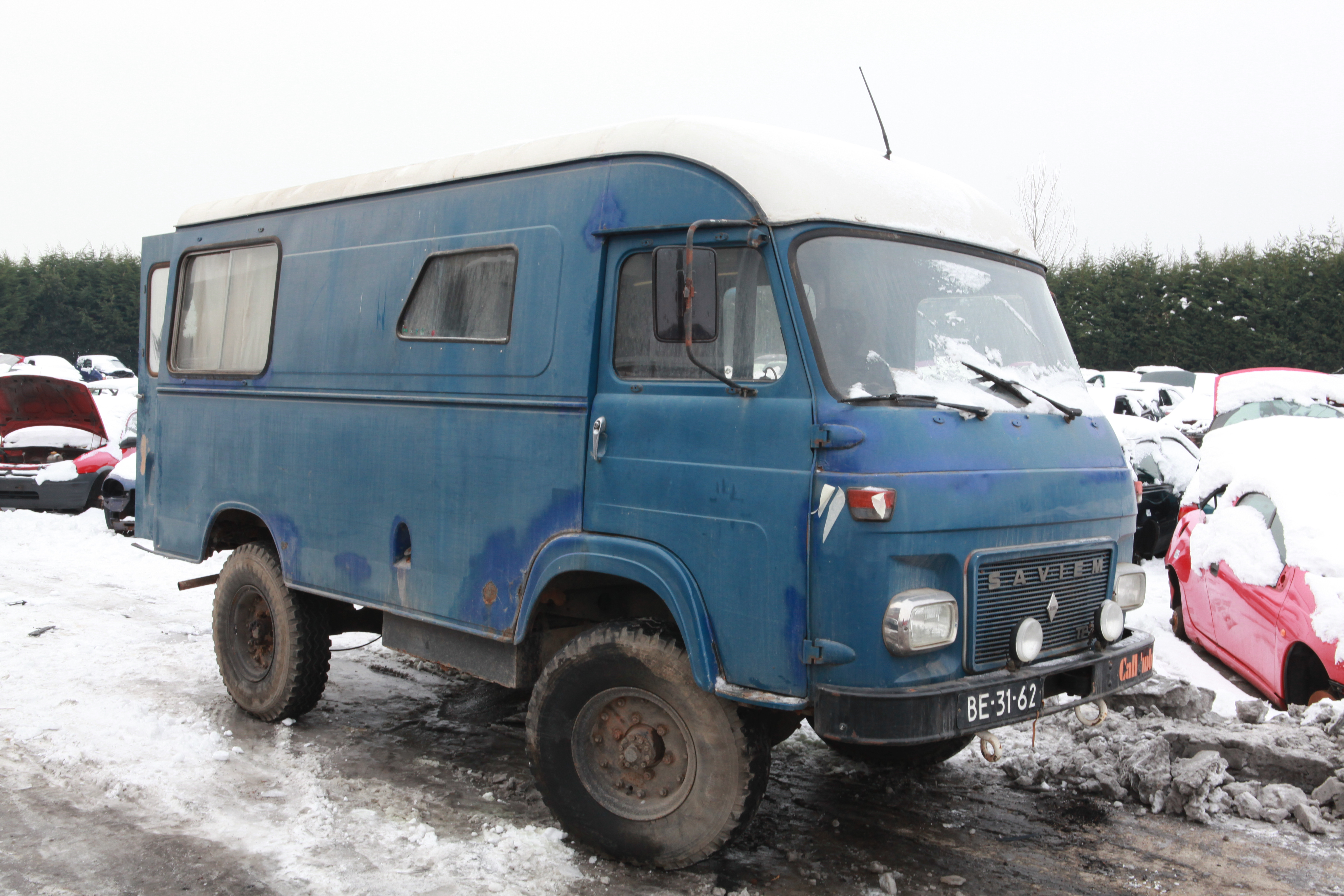
Modèle 1970
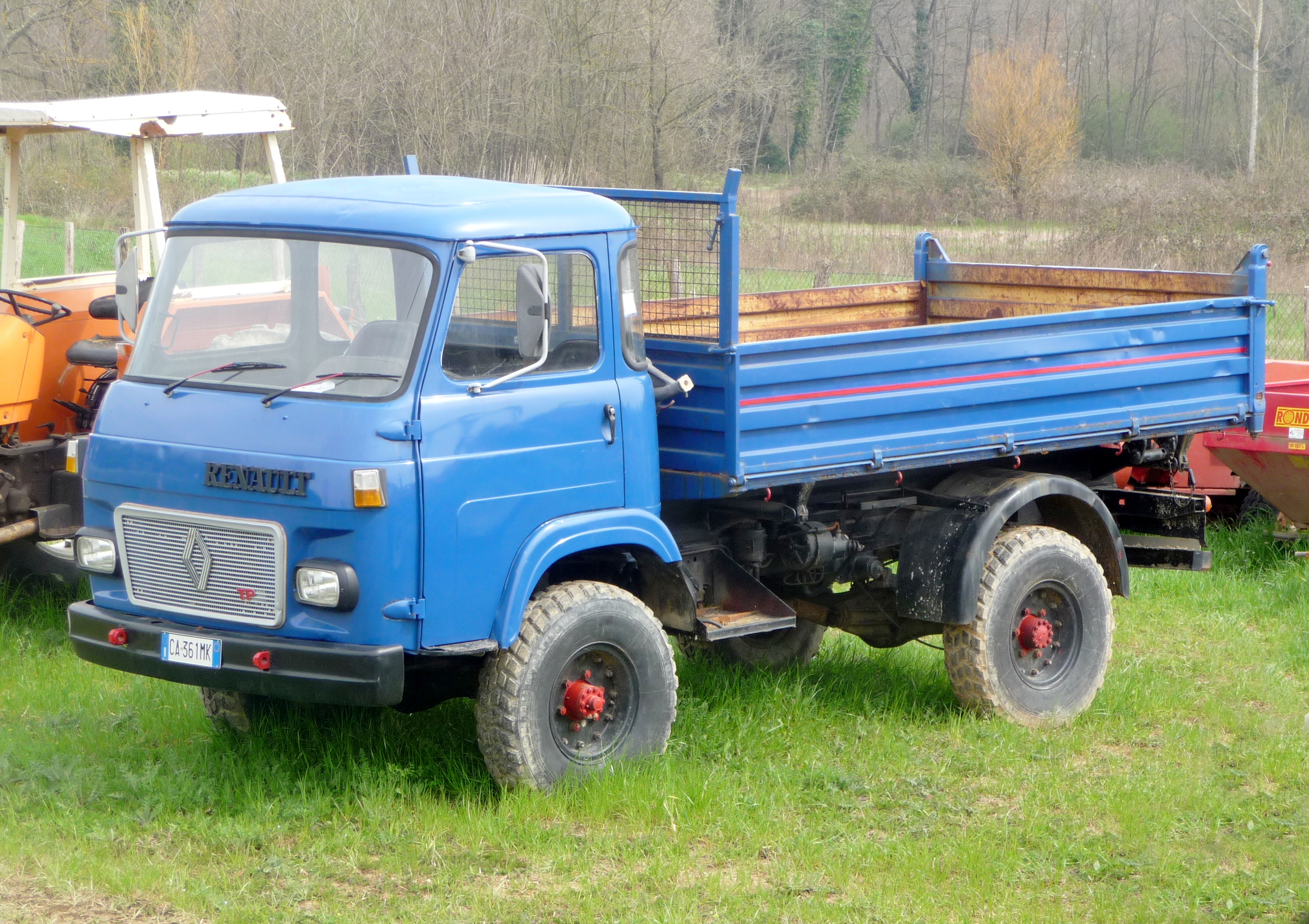
Châssis cabine plateau
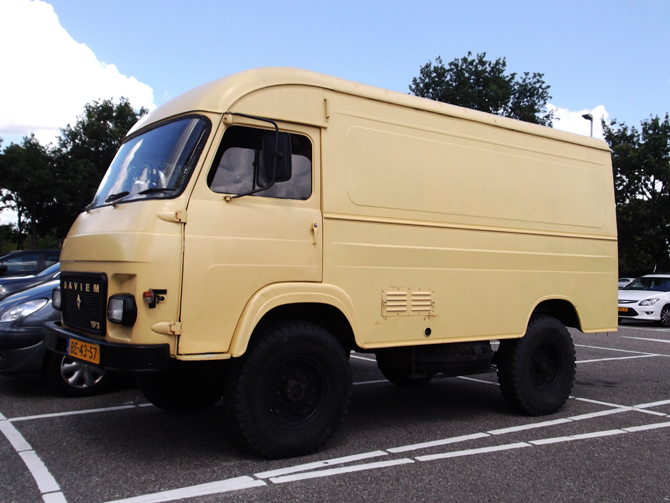
Modèle 1972
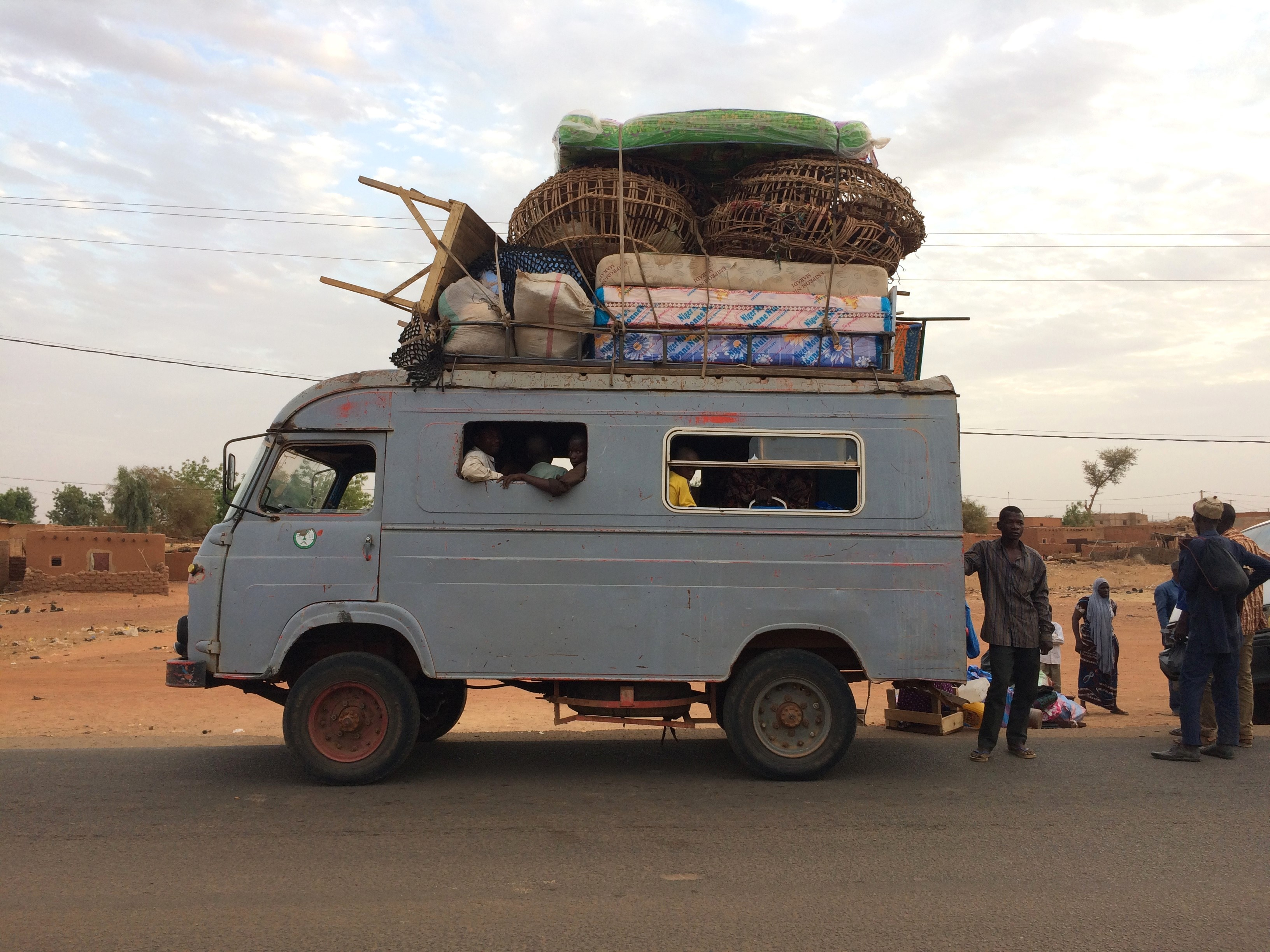
Taxi-brousse, Niger (vu en 2019)
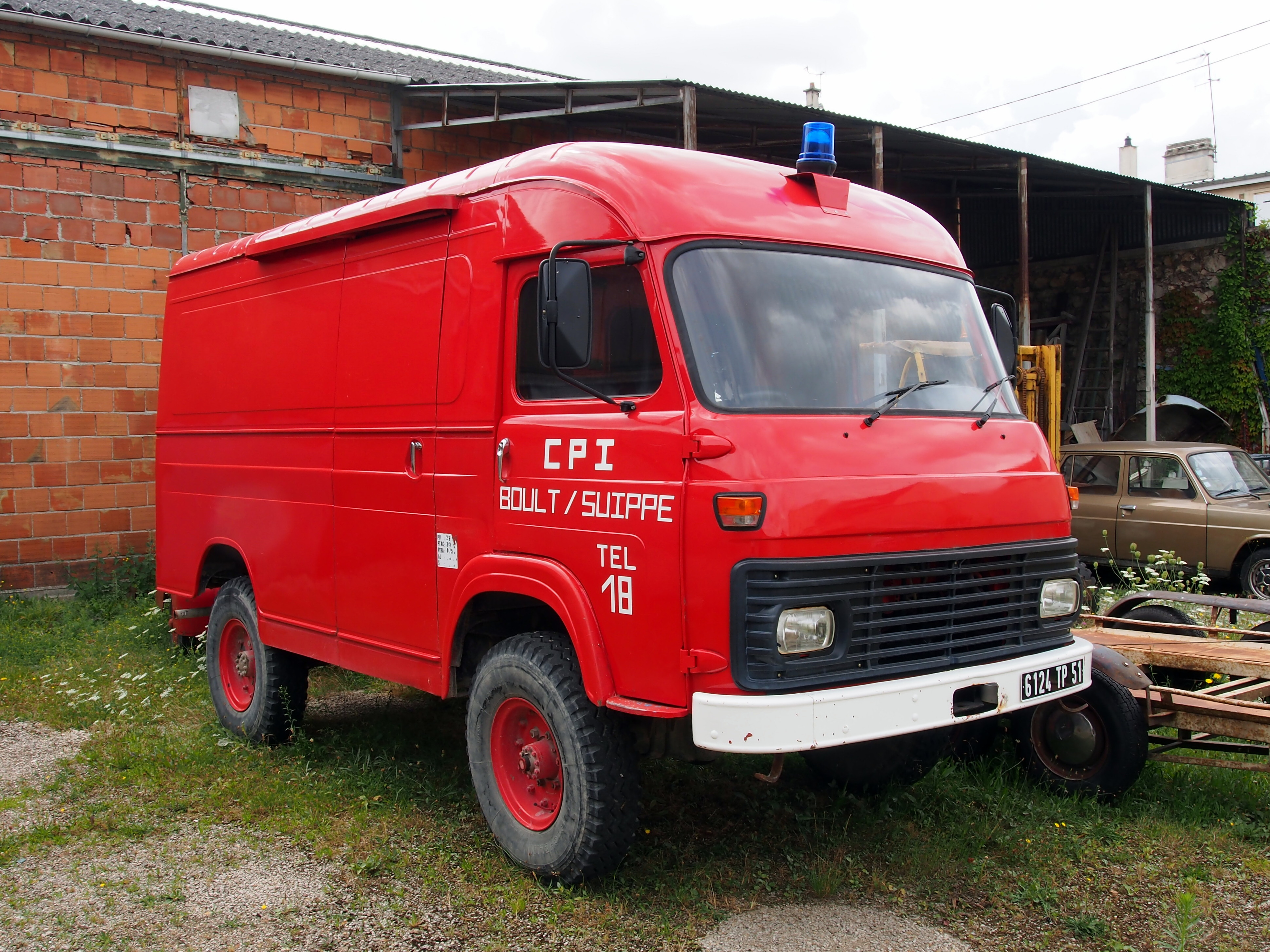
Derniers modèles (calandre noire élargie)
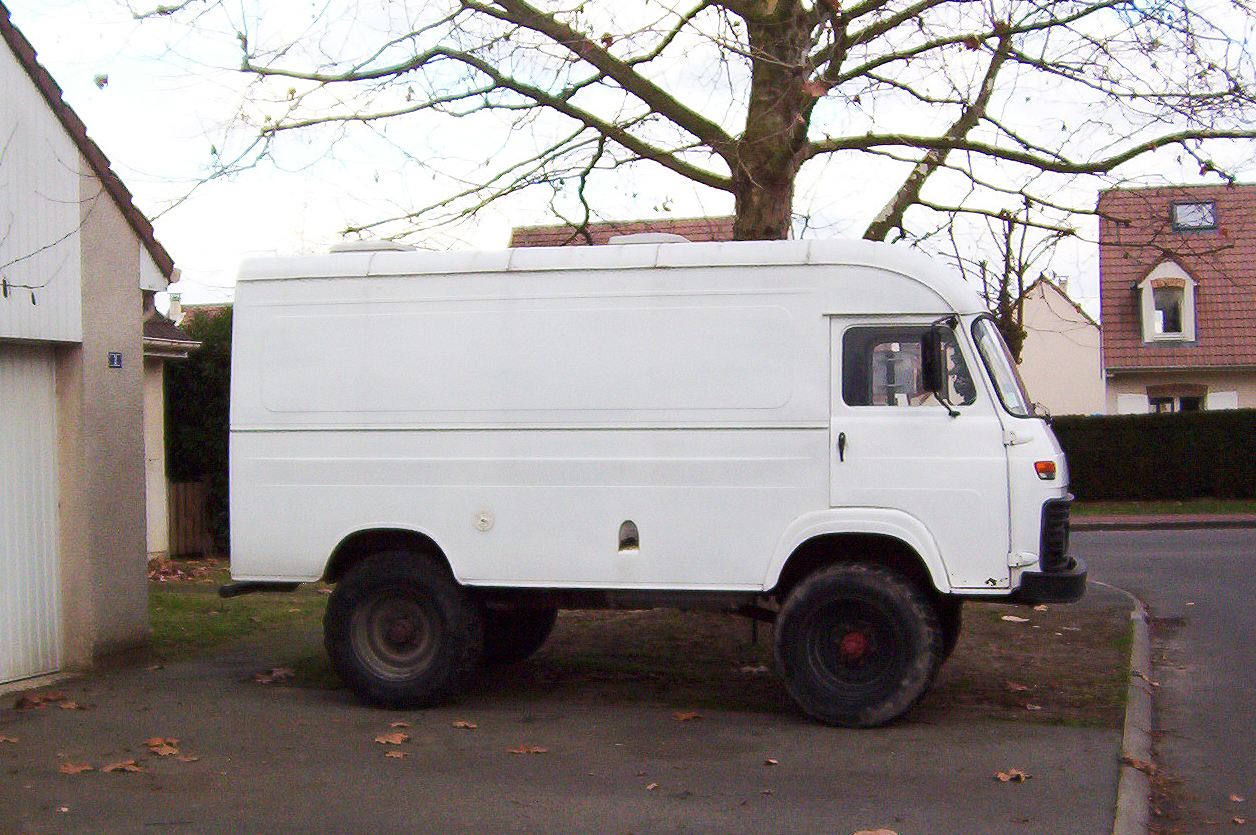